# 小村あゆみ
小村 あゆみ（こむら あゆみ、1月15日 - ）は、日本の漫画家。鹿児島県出身。血液型AB型。代々木アニメーション学院マンガ科出身。
『マーガレット』（集英社）NEWまんがゼミナール2003年度年間ベスト新人賞受賞。2010年1月19日、アメリカ図書館協会部会が選定する「2010年10代向け推薦グラフィックノベル（2010 Great Graphic Novels for Teens）」にノミネートされていた『ミックスベジタブル』が、トップ10入りは逃したものの、推薦リスト73作品に選出された。
東京ヤクルトスワローズのファン。

## 作品リスト
特記する作品以外、全てマーガレットコミックス（集英社）から刊行されている。
- ハイブリッドベリー（2004年 - 2005年、全2巻）
  1. 2004年10月30日発行（10月25日発売[5]）、『マーガレット』2004年14号 - 18号、ISBN 4-08-847790-1
    - シルバーアッシュ（『マーガレット』2004年8号別冊ふろく）

  2. 2005年4月30日発行（4月25日発売[6]）、『マーガレット』2004年21号 - 2005年4号、ISBN 4-08-847844-4
- ミックスベジタブル（2005年 - 2007年、全8巻）
  1. 2005年10月30日発行（10月25日発売[7]）、ISBN 4-08-847897-5
  2. 2006年3月29日発行（3月24日発売[8]）、ISBN 4-08-846039-1
  3. 2006年7月30日発行（7月25日発売[9]）、ISBN 4-08-846076-6
    - 花と日向と卵焼き（描き下ろし）

  4. 2006年11月29日発行（11月24日発売[10]）、ISBN 4-08-846112-6
    - 特上二人前（描き下ろし）

  5. 2007年3月28日発行（3月23日発売[11]）、ISBN 978-4-08-846151-9
    - 柑橘オレンジ（描き下ろし）

  6. 2007年6月30日発行（6月25日発売[12]）、ISBN 978-4-08-846180-9
  7. 2007年9月30日発行（9月25日発売[13]）、『マーガレット』2007年4号 - 10号、ISBN 978-4-08-846209-7
    - 空のむこうの青い青い芝生（描き下ろし）

  8. 2007年11月27日発行（11月22日発売[14]）、ISBN 978-4-08-846231-8
    - 市松模様（描き下ろし）
- 女王様のタマゴ（2008年9月30日発行（9月25日発売[15]）、ISBN 978-4-08-846332-2）
  - 女王様のタマゴ（『マーガレット』2008年11号 - 15号）
  - オリーブと白い種（『マーガレット』2006年10号）
  - 女王様のゆでたまご（描き下ろし）
- Hot Milk（2009年12月25日発売[16]、ISBN 978-4-08-846475-6）
  - ライフ レス ライフ（『ザ マーガレット』2009年9月号）
  - ハニー*フィルター（『マーガレット』2008年22号）
  - トリプルミルキィ（『マーガレット』2008年5号 - 6号）
  - Hot Milk（『マーガレット』2003年23号）
- うそつきリリィ（2010年 - 2014年、全17巻）
- 剣術小町（2014年8月25日発売[17]、ISBN 978-4-08-845253-1）
- シンプルホットチョコレート（2015年2月25日発売[18]、ISBN 978-4-08-845346-0）
  - 初恋ハリネズミ（『マーガレット』2014年19号）
  - Life for Life（『ザ マーガレット』2014年12月号）
  - uno×uno（『マーガレット』2014年20号）
  - シンプルホットチョコレート（描きおろし）
- Full Dozer（フル ドーザー）[注 1]（2015年、全3巻）
  1. 2015年4月24日発売[19]、『マーガレット』2015年1号[20] - 7号、ISBN 978-4-08-845379-8
    - 番外編 Falco Dozer（『マーガレット』2015年3・4合併号別冊ふろく『miniマーガレット』）

  2. 2015年7月24日発売[21]、『マーガレット』2015年8号 - 13号、ISBN 978-4-08-845415-3
  3. 2015年10月23日発売[22]、『マーガレット』2015年14号 - 18号[23]、ISBN 978-4-08-845463-4
    - 番外編 女優・葛城ニーナの極上リストランテ（『にこいちマーガレット』2015年15号 - 20号）
- 森のたくまさん[注 2]（2015年 - 2016年、全4巻）
  1. 2016年2月25日発売[24]、『マーガレット』2015年22号[25][26] - 2016年3・4合併号、ISBN 978-4-08-845525-9
  2. 2016年5月25日発売[27]、『マーガレット』2016年5号 - 9号、ISBN 978-4-08-845573-0
    - 森のたくまさん 番外編[28][29]（『ザ マーガレット』2016年4月号）

  3. 2016年8月25日発売[30]、『マーガレット』2016年10号 - 15号、ISBN 978-4-08-845620-1
  4. 2016年11月25日発売[31]、『マーガレット』2016年17号 - 23号、ISBN 978-4-08-845666-9
- 神様のえこひいき（2017年 - 2018年、全5巻）
  1. 2017年6月23日発売[32][33]、『マーガレット』2017年8号[34] - 12号、ISBN 978-4-08-845773-4
  2. 2017年9月25日発売[35]、『マーガレット』2017年13号 - 18号、ISBN 978-4-08-845820-5
    - お腐れ!右近ちゃん!!（描きおろし）

  3. 2017年12月25日発売[36]、『マーガレット』2017年19号 - 24号、ISBN 978-4-08-845863-2
    - わるふざけ[37][38]（『マーガレット』2017年23号別冊ふろく『わるふざけ』）

  4. 2018年3月23日発売[39]、『マーガレット』2018年1号 - 7号、ISBN 978-4-08-844005-7
  5. 2018年6月25日発売[40]、『マーガレット』2018年8号 - 11号[41]、ISBN 978-4-08-844052-1
    - アリス[42]（『ザ マーガレット』2016年10月号）
    - 右近ちゃんと神様のすず（描きおろし）
- カレカフェ（2018年 - 2019年、マーガレットコミックスDIGITAL、全7巻）
  1. 2020年2月25日発売[43]（『ザ マーガレット』2018年4月号[44]）
  2. 2020年2月25日発売[45]（『ザ マーガレット』2018年6月号 - 8月号）
  3. 2020年2月25日発売[46]（『ザ マーガレット』2018年10月号 - 12月号）
  4. 2020年2月25日発売[47]（『ザ マーガレット』2019年2月号 - 4月号）
  5. 2020年2月25日発売[48]（『ザ マーガレット』2019年6月号 - 8月号）
  6. 2020年2月25日発売[49]（『ザ マーガレット』2019年10月号 - 12月号）
  7. 2020年2月25日発売[50]（『ザ マーガレット』2020年2月号[51]）
- モバカレ（2019年、マーガレットコミックスDIGITAL、全6巻）
  1. 2020年2月25日発売[52]（『マーガレット』2019年7号[53]）
  2. 2020年2月25日発売[54]（『マーガレット』2019年8号 - 9号）
  3. 2020年2月25日発売[55]（『マーガレット』2019年10・11合併号 - 12号）
  4. 2020年2月25日発売[56]（『マーガレット』2019年13号 - 14号）
  5. 2020年2月25日発売[57]（『マーガレット』2019年15号 - 16号）
  6. 2020年2月25日発売[58]（『マーガレット』2019年17号 - 18号[59]）
- おくちの医師は処女男子[60]（『ココロマンス』2019年10月1日配信 - 2020年8月1日配信[61]、マーガレットコミックスDIGITAL、全13巻）
  1. 2019年10月1日発売[62]
  2. 2019年10月1日発売[63]
  3. 2019年10月1日発売[64]
  4. 2019年10月1日発売[65]
  5. 2019年12月1日発売[66]
  6. 2020年1月1日発売[67]
  7. 2020年2月1日発売[68]
  8. 2020年3月1日発売[69]
  9. 2020年4月1日発売[70]
  10. 2020年5月1日発売[71]
  11. 2020年6月1日発売[72]
  12. 2020年7月1日発売[73]
  13. 2020年8月1日発売[74]
- あくまでふたりはビジネスです（2020年、マーガレットコミックスDIGITAL、全13巻）
  1. 2021年1月1日発売[75]（『マーガレット』2020年9号[76]）
  2. 2021年1月1日発売[77]（『マーガレット』2020年10・11合併号）
  3. 2021年1月1日発売[78]（『マーガレット』2020年12号）
  4. 2021年1月1日発売[79]（『マーガレット』2020年13号）
  5. 2021年1月1日発売[80]（『マーガレット』2020年14号）
  6. 2021年1月1日発売[81]（『マーガレット』2020年15号）
  7. 2021年1月1日発売[82]（『マーガレット』2020年16号）
  8. 2021年1月1日発売[83]（『マーガレット』2020年17号）
  9. 2021年1月1日発売[84]（『マーガレット』2020年18号）
  10. 2021年1月1日発売[85]（『マーガレット』2020年19号）
  11. 2021年1月1日発売[86]（『マーガレット』2020年20号）
  12. 2021年1月1日発売[87]（『マーガレット』2020年21号）
  13. 2021年1月1日発売[88]（『マーガレット』2020年22号[89]）
    - あくまでふたりはビジネスです 番外編[90]（『マーガレット』2020年24号）
- 童貞女子診察室〜おくちの医師は処女男子 番外編〜[60]（『ココロマンス』2020年 - 2021年、マーガレットコミックスDIGITAL、全5巻）
  1. 2020年11月1日発売[91][92]
  2. 2020年12月1日発売[93]
  3. 2021年1月1日発売[94]
  4. 2021年2月1日発売[95]
  5. 2021年3月1日発売[96]
- 偏食吸血鬼はヒトの血がキライ[60]（『ココロマンス』2021年6月1日配信[97] - 2021年11月1日配信[98]、全9巻）
  1. 2021年6月1日発売[99][97]
  2. 2020年6月1日発売[100]
  3. 2020年6月1日発売[101]
  4. 2020年6月1日発売[102]
  5. 2020年7月1日発売[103]
  6. 2020年8月1日発売[104]
  7. 2020年9月1日発売[105]
  8. 2021年10月1日発売[106]
  9. 2021年11月1日発売[107][98]
- そういうことなら、わたしが。（ぶんか社、『無敵恋愛S*girl』2021年4月号[108]、2021年7月号[109] - 連載中、既刊1巻）
  1. 2022年4月28日発売[110]、『無敵恋愛S*girl』2021年4月号[108]、7月号[109]、10月号、2022年2月号、ISBN 978-4-8211-2944-7
- 勝ち目がないのは俺だけか！（講談社、『少年マガジンエッジ』2022年6月号[111] - 2023年7月号[112]、全3巻）
  1. 2022年11月16日発売[113][114]、ISBN 978-4-06-529775-9
  2. 2023年4月17日発売[115]、ISBN 978-4-06-531363-3
  3. 2023年8月17日発売[116]、ISBN 978-4-06-532751-7
- 週末やらかし飯（講談社、『コミックDAYS』2024年5月3日 - 、シリウスKC、既刊4巻）
  1. 2024年9月9日発売[117][118]、ISBN 978-4-06-536811-4
  2. 2024年12月9日発売[119]、ISBN 978-4-06-537704-8
  3. 2025年4月9日発売[120]、ISBN 978-4-06-539077-1
  4. 2025年7月9日発売[121]、ISBN 978-4-06-539929-3
- 『かわいくって、ズルい。』宙出版〈YLC Collection〉、2025年6月17日発売[122]、ISBN 978-4-7767-5547-0

### アンソロジー
- HE LOVES YOU[注 3]（2010年12月24日発売[123]、ISBN 978-4-08-846602-6）
  - ライフ レス ライフ（『ザ マーガレット』2009年9月号）
- 東日本大震災チャリティー漫画本 PARTY! HANA[注 4][124]（2011年8月5日発売[125]、メディアパル、ISBN 978-4-89610-201-7）
  - うそリリOUT![注 5][126]

### 単行本未収録作品
- アンテナ（『ザ マーガレット』2003年7月号）
- 3、4、5!（スリーフォーファイブ）（『ザ マーガレット』2003年12月号）
- Push!（『マーガレット』2004年5号）
- 小村あゆみと京本初果のHAWAII取材旅行記!!（『マーガレット』2005年1号 - 2号）
- はるはると[127]（『Cocohana』2018年8月号）
- 水色の恋[128]（『マーガレット』2018年23号）
- 黒点[129]（『Cocohana』2019年2月号）
- なしっぽの国[130]（『Cocohana』2019年3月号）
- 初恋ヴィンテージ[131]（『Cocohana』2019年4月号）
- 茜ちゃんのふしだらなコンカツ[132]（講談社、『少年マガジンエッジ』2020年12月号）
- 一条さんは××が我慢できない-今夜、孤高の彼を調教します（※処女なのに!）-（Jパブリッシング、『ピュールコミックス』2021年Vol.21[133] - 連載中）
- 神様のえこひいき 番外編[134]（『マーガレット』2022年8号）
- 「神えこ」座談会〜男子キャスト編〜のここだけの裏話♥（『マーガレット』2022年8号）
- 「神えこ」座談会〜女子キャスト編〜のここだけの裏話♥（『マーガレット』2022年9号）